# Martín Demichelis
Martín Gastón Demichelis (Justiniano Posse, 20. prosinca 1980.), argentinski je bivši nogometaš koji je igrao na poziciji braniča. Prije dolaska Ottmara Hitzfelda, igrao je na poziciji zadnjeg veznog igrača za Bayern.

## Karijera
Demichelis se profesionalnim nogometnom počeo baviti 1998. godine u Buenos Airesovom klubu River Plateu, gdje u prvoj postavi nije zaigrao sve do 2001. Imao je nekoliko dobrih nastupa u argentinskom klubu, što je dovelo do odlaska u minhenski Bayern, 2003. godine. Prva sezona u njemačkom klubu nije bila pozitivna, pretrpio je nekoliko ozljeda; no dolaskom trenera Felixa Magatha, počeo je češće igrati u prvoj postavi. Igrao je vrlo često u dvije sezone u kojima Bayern osvaja i ligu i kup; 2005. i 2006. godine.

## Reprezentacija
Dana 11. rujna 2007. godine, postigao je prvi pogodak za reprezentaciju u prijateljskoj utakmici protiv Australije, koja je završila rezultatom 1:0.

### Pogodci za reprezentaciju
| #  | Datum            | Mjesto                       | Protivnik  | Pogodak | Rezultat | Natjecanje            |
| -- | ---------------- | ---------------------------- | ---------- | ------- | -------- | --------------------- |
| 1. | 11. rujna 2007.  | MCG, Melbourne, Australija   | Australija | 1 : 0   | 1 : 0    | Prijateljska utakmica |
| 2. | 22. lipnja 2010. | Peter Mokaba, Polokwane, JAR | Grčka      | 1 : 0   | 2 : 0    | SP 2010.              |

## Nagrade i uspjesi
- River Plate

Argentinsko prvenstvo: 2002., 2003.
- Bayern München

Njemačka liga: 2005., 2006., 2008.
Njemački kup: 2005., 2006., 2008.
Njemački liga-kup: 2004., 2007.

## Vanjske poveznice
- Martín Demichelis na "National-Football-Teams.com"
- Statistika  Arhivirana inačica izvorne stranice od 5. prosinca 2012. (Wayback Machine) na "IrishTimes.com" (engl.)
- Statistika na "Fussballdaten.de" (njem.)